# Musée national Eugène-Delacroix
Le musée national Eugène-Delacroix est un musée fondé à la fin des années 1920 par la Société des Amis d’Eugène Delacroix, devenu musée national en 1971. Il ouvre pour la première fois en juin 1932, avec une première exposition consacrée au peintre et à ses proches, Delacroix et ses amis.
Installé dans le dernier appartement et atelier du peintre, où il vécut de décembre 1857 à sa mort, le 13 août 1863, le musée a été créé, plus de soixante ans après le décès de Delacroix, par des peintres, des collectionneurs, des conservateurs, réunis en association pour sauver les lieux, menacés de destruction. Présidée par Maurice Denis, la Société des Amis d’Eugène Delacroix rassemblait aussi Henri Matisse, Paul Signac, Édouard Vuillard, George Desvallières, notamment.

## Histoire du musée Eugène-Delacroix
Eugène Delacroix s’installa 6 rue de Furstemberg, le 28 décembre 1857, abandonnant l’atelier de la rue Notre-Dame-de-Lorette qu’il louait depuis 1844 et qui était trop éloigné de l’église Saint-Sulpice dont il devait, dès 1847, décorer la chapelle. Souffrant depuis plusieurs années, l’artiste souhaitait finir à tout prix son œuvre, mais il n’était plus en mesure de faire chaque jour un long trajet depuis la rive droite. Aussi fut-il heureux de trouver un logement calme et aéré, entre cour et jardin, situé au premier étage d’un immeuble relativement proche de Saint-Sulpice et faisant partie des anciens communs du palais abbatial de Saint-Germain-des-Prés. Delacroix obtint un bail de quinze ans, avec autorisation pour construire un atelier dans le jardin, à condition d’en soumettre au préalable les plans.
Le journal et la correspondance de Delacroix témoignent de cette phase de travaux, qui s’éternisa et s’avéra plus complexe qu’il y paraissait. Après de multiples contraintes dues à cet emménagement, Delacroix s’installe enfin à la fin du mois de décembre 1857.
L’appartement, grand d’environ 150 mètres carrés, comprenait une antichambre desservant côté cour la chambre à coucher de Jenny Le Guillou et la salle à manger, et côté jardin la chambre à coucher de Delacroix et le salon. Une petite pièce ouvrant sur l’escalier menant à l’atelier faisait fonction de bibliothèque. On accédait à l’office et à la cuisine, donnant sur la cour, par un petit couloir. Le peintre disposait aussi au dernier étage de deux chambres pour ses domestiques et d’une cave. Cette distribution est toujours celle de l’appartement actuel, où le musée est installé.

### Le sauvetage des lieux
À la mort de Delacroix, l’appartement et l’atelier furent occupés par la Société Saint-Vincent-de-Paul dont le siège social se situait déjà dans l’immeuble depuis 1854. En 1928, le propriétaire décide de rompre le bail. Ceci remonta aux oreilles des peintres Maurice Denis et Paul Signac. Soutenus par deux historiens spécialistes de Delacroix, André Joubin et Raymond Escholier, auxquels s’était joint le docteur Viau, amateur d’art, ils constituèrent la Société des Amis de Delacroix, dans l’espoir d’éviter la démolition du dernier atelier de l’artiste. Cette manœuvre fonctionna, et la Société obtint différentes aides afin de payer le loyer, entreprendre quelques travaux, et organiser, dès les années 1930, une exposition par an au sein des lieux. La Société, enrichie d’autres personnalités telles qu’Henri Matisse ou Édouard Vuillard, joua un véritable rôle dans le développement des anciens appartements de Delacroix en musée. Il s’agit là d’une situation absolument inédite, où des artistes, sont à l’origine de la création d’un musée, qui plus est monographique et sur un artiste dont ils n’étaient pas contemporains.
En 1952, l’appartement est mis en vente. Un acquéreur potentiel se désiste au profit de la Société des amis,. La Société, dans l’impossibilité de réunir les capitaux nécessaires à l’achat, vendit alors une partie de ses collections aux musées nationaux. Quatre ans plus tard, après une longue négociation, l’État accepta de recevoir l’appartement, l’atelier et le jardin en donation, et s’engagea à y faire un musée. La Société y maintint néanmoins son siège social, continua d’y organiser des expositions dont les bénéfices lui étaient reversés.

### Le musée
C’est en 1971 que le musée Eugène-Delacroix devient musée national, et prend progressivement le visage qu’on lui connaît aujourd’hui,. La Société s’efface peu à peu devant l’État concernant l’administration et la vie du musée, devant répondre à des missions de service public. Le jardin est reconstitué tel qu'il avait été lorsque le peintre séjournait là, sur la base de documents de l'époque.
Le musée Delacroix est rattaché au musée du Louvre depuis 2004, et continue de se développer. Il effectue des acquisitions, tel que le Cardinal de Richelieu disant la messe dans la chapelle du Palais-Royal, acquis en 2015, et le Portrait de George Sand datant de 1834 et acquis en 2016. Depuis le 1er janvier 2016, le musée fait partie du réseau des Maisons des Illustres.

## Les collections

### Delacroix, peintre: les peintures

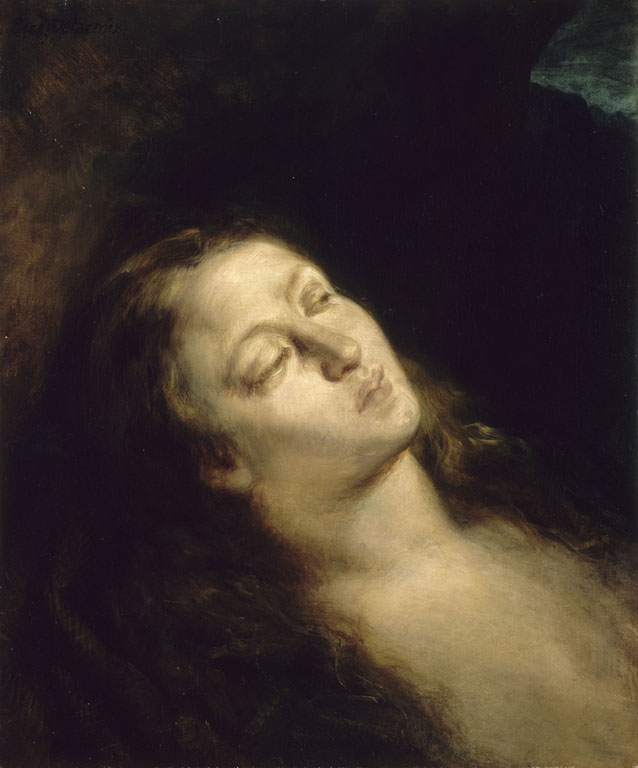
La Madeleine dans le désert, un tableau de 1845 conservé au musée national Eugène-Delacroix depuis 1990.

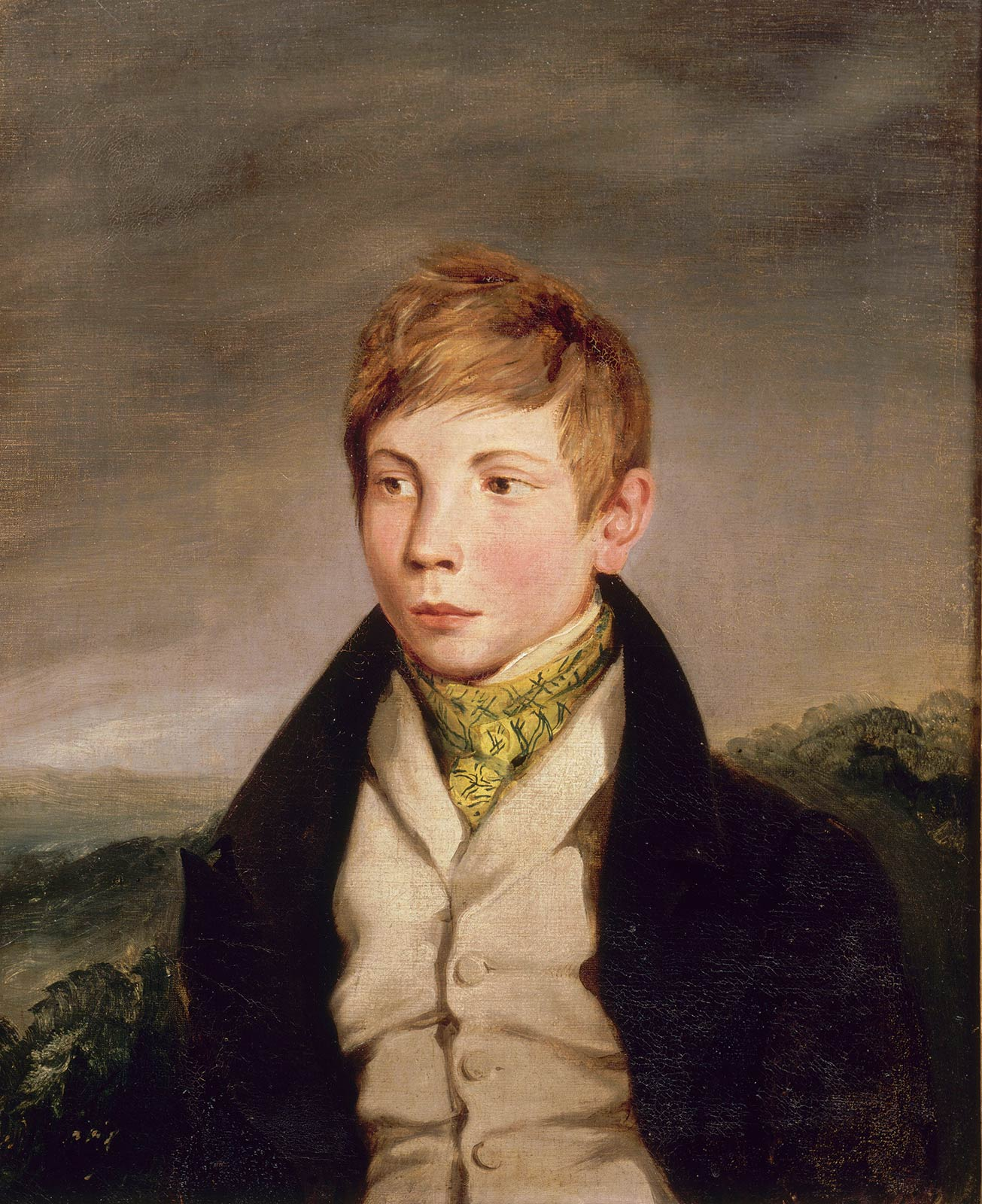
Portrait d'Auguste Richard de La Hautière, un tableau de 1828 conservé au musée national Eugène-Delacroix depuis 2000.

Le musée Eugène-Delacroix réunit une collection d'œuvres de l’artiste couvrant une grande partie de sa carrière. Il conserve peintures, esquisses, dessins, estampes, lithographies, pierres lithographiques, objets ayant appartenu à Delacroix, ses palettes de couleurs, mais également l’ensemble de ses écrits, et certaines lettres de sa correspondance personnelle. Car Delacroix est en effet peintre, mais aussi très bon graveur et dessinateur, ainsi qu'un écrivain.
Le musée conserve certains chefs-d'œuvre de Delacroix. La Madeleine dans le désert, qui figura au Salon de 1845, fit par la suite couler beaucoup d’encre, et retint l’attention des critiques contemporains comme Baudelaire : « Voici la fameuse tête de la Madeleine renversée, au sourire bizarre et mystérieux, et si naturellement belle qu’on ne sait si elle est auréolée par la mort, ou embellie par les pâmoisons de l’amour divin », mais attira aussi de nombreux historiens de l’art et passionnés de l’artiste, à juste titre.
Autre toile d'importance : L'Éducation de la Vierge. Delacroix la peignit en 1842, lorsqu’il rendit visite à George Sand dans son château de Nohant, dans le Berry, alors qu’elle entamait alors une liaison avec Frédéric Chopin, que Delacroix admirait sensiblement. L’œuvre, à l’origine destinée à l’église de Nohant, fut en réalité conservée par George Sand qui l’adorait, tandis qu’une copie réalisée par son fils Maurice fut envoyée dans l’église. Sand en parle dans l’une de ses lettres : « Cette belle sainte Anne et cette douce petite Vierge me font du bien, et quand quelqu’un vient m’embêter, je les regarde et n’écoute pas ».
Œuvre majeure également, Roméo et Juliette au tombeau des Capulet doit être admirée pour la place que ce sujet shakespearien prit dans l’imaginaire de Delacroix qui connaissait parfaitement la pièce, réalisant une composition inspirée du théâtre. Delacroix a en effet directement puisé ses sources dans la version jouée par les acteurs anglais qui avait été modifiée pour donner davantage de pathos à la scène : Juliette s’éveille alors que Roméo est encore vivant malgré le poison ingéré. Il tire son amante de son cercueil, et la tient serrée contre lui, debout, à l’avant de la scène.
Le Portrait d'Auguste Richard de La Hautière fait partie d’une série dite « portraits de la pension Goubaux », commandée à Delacroix par Prosper-Parfait Goubaux, directeur de l’institution Saint-Victor à Paris. Delacroix aurait réalisé entre 1824 et 1834 dix portraits, tous de mêmes dimensions, qui ornèrent le salon de l’institution. Joliment esquissé, ce portrait d’Auguste-Richard de la Hautière, lauréat en 1828 du deuxième prix de version latine, retient l’attention par sa finesse d’exécution et son charme délicatement romantique. L’influence des portraits anglais est ici manifeste. La représentation du modèle devant un paysage rappelle les œuvres de sir Joshua Reynolds que Delacroix admirait. Et l’expression vive du modèle aux lèvres entrouvertes évoque les beaux portraits de sir Thomas Lawrence auquel le peintre rendit visite, qui le marqua profondément durant son séjour à Londres en 1825.
Le musée conserve encore trois fresques réalisées par Delacroix à l'automne 1834 pendant un séjour à l'abbaye de Valmont, en Seine-Maritime. Ces dessus de porte représentant des scènes de l'Antiquité ont été acquis en 1992. Il s'agit d'Anacréon et une jeune fille, Léda et le Cygne et Bacchus et un tigre.

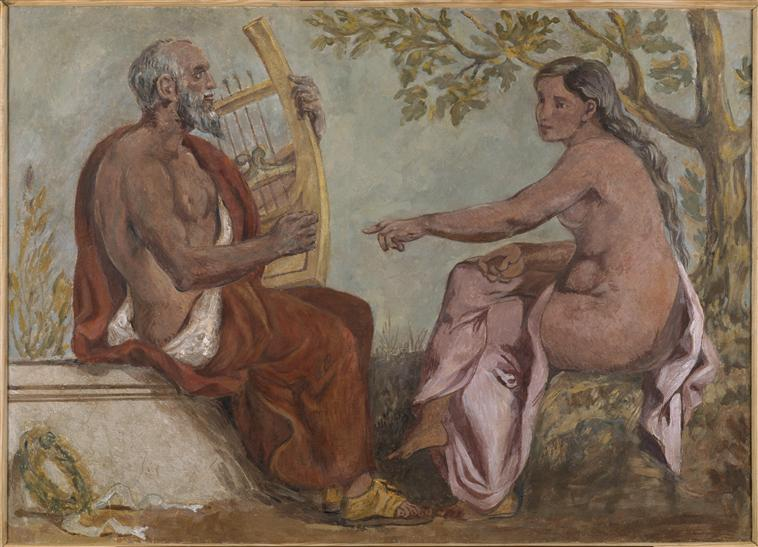
Anacréon et une jeune fille.
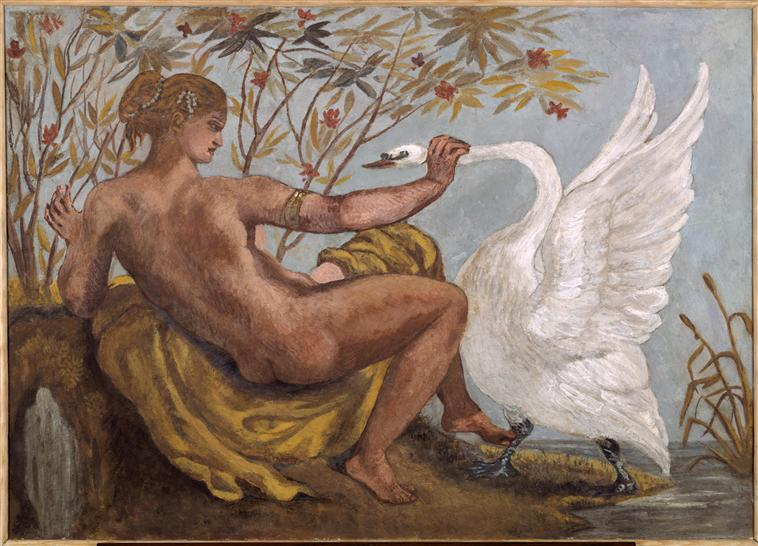
Léda et le Cygne.
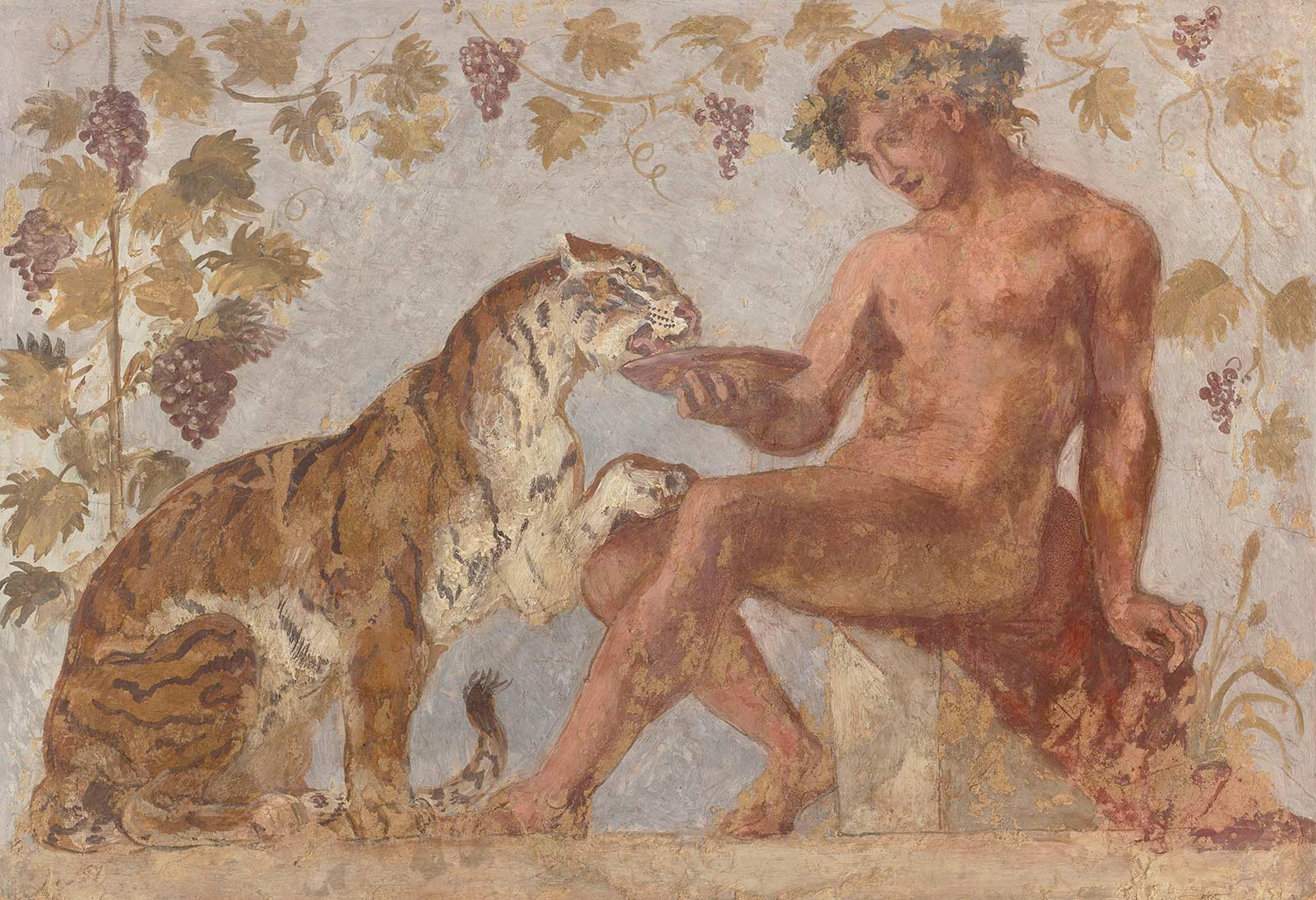
Bacchus et un tigre.

Le musée conserve enfin des copies d’après Delacroix, comme celle d’Henri Fantin-Latour qui reproduit les Femmes d'Alger dans leur appartement. Cette œuvre démontre l’influence qu’exerçait Delacroix sur des artistes des générations suivantes, puisque Fantin-Latour réalise cette copie en 1875. L’artiste suscitait un vif intérêt chez les peintres de la fin du XIXe siècle et du début du XXe.
À l’inverse, les collections comprennent aussi des travaux de Delacroix inspirés d’œuvres qu’il pouvait admirer. L’Étude d’après un des Caprices de Goya, deux plats de reliures médiévales et une veste orientale constitue un tableau d’atelier par excellence, et souligne plusieurs sources d’inspiration de Delacroix : Goya, à l’évidence, et des plats de reliures médiévales provenant de la Bibliothèque nationale où le peintre se plaisait à aller régulièrement. Enfin, le pan de veste rouge n’est pas sans rappeler ses études de costumes souliotes peints entre 1822 et 1825 à partir de vêtements orientaux empruntés à son ami Jules-Robert Auguste.
En 2015, le musée a acquis une nouvelle œuvre de Delacroix : Le Cardinal Richelieu disant la messe dans la chapelle du Palais Royal. Le tableau fut commandé au peintre sans doute en 1828 par le duc d’Orléans, le futur Louis-Philippe, pour sa galerie historique du Palais-Royal. Il existait un grand tableau pour ce sujet, qui fut exposé au Salon de 1831, et qui disparut dans l’incendie du Palais-Royal en 1848.

### Delacroix, graveur: estampes et lithographies
De nombreux estampes et dessins sont également conservés et exposés au musée. Qu’il s’agisse d’estampes illustrant des passages de pièces de dramaturges anglais tels que Shakespeare ou Nicholas Rowe, ou d’études de félins ou de chevaux, ce sont d’incroyables témoignages du talent de Delacroix dans le domaine de la gravure et du dessin. Le musée possède ainsi une collection presque complète des lithographies originales de l’artiste, pouvant être considérées comme de véritables chefs-d’œuvre.
Le Tigre royal, lithographie de 1829, est une fabuleuse démonstration des capacités de Delacroix à réaliser un dessin animalier, avec des jeux de contraste et une profondeur dans le traitement du tigre et du paysage, sans même n’avoir jamais vu ce félin de sa vie. Le premier tigre du Bengale arrive au Muséum d’Histoire naturelle en 1830. Delacroix a donc transposé ses études anatomiques de lion au tigre, avec toute la virtuosité dont en témoigne cette lithographie.
Les lithographies de l’artiste montrent son talent d’illustrateur, essentiellement tourné vers les œuvres anglaises qu’il a attentivement lues. Delacroix passionne pour le théâtre, fréquente les salles de spectacle anglaises : « J’ai vu Richard III, joué par Kean, qui est un très grand acteur, quoi qu’en dise l’ami Duponchel. […] Je suis obligé, à mon grand regret, de manquer une représentation demain où Young doit jouer le rôle d’Iago avec Kean dans Othello. […] Je pense voir aussi Hamlet. » (Delacroix à son ami Jean-Baptiste Pierret, le 27 juin 1825, à Londres). Delacroix produit de nombreuses lithographies autour de ces thèmes, telles que Jane Shore, tirée de la pièce homonyme de Nicholas Rowe. Delacroix représente Jane mourant d’épuisement dans les bras de son mari, dont l’amour n’a cessé malgré la liaison de sa femme avec le roi Édouard IV. Sa mort fut provoquée par son successeur, Richard III, qui exigea qu’elle fasse pénitence pour sa conduite libertine, et la condamna donc à errer en chemise dans les rues, un cierge à la main.
L’accrochage change régulièrement, permettant de donner une visibilité des plus complètes sur les collections, et présenter des estampes et des dessins qui ne peuvent rester plus de trois mois exposés à la lumière du jour.

### Delacroix, écrivain: la bibliothèque du musée
Si Eugène Delacroix est essentiellement connu pour ses talents de peintre, son œuvre littéraire est bien moins célèbre. Pourtant, Delacroix est un véritable homme de lettres. S’il a embrassé une carrière d’artiste peintre malgré ses hésitations, le maître ne cessa jamais d’écrire : dans son journal, à travers sa correspondance, et dans quelques écrits où son admiration pour Voltaire et Rousseau transparaît allègrement. Des dangers de la cour, rédigé à ses 18 ans, cristallise ses inspirations pour les auteurs des lumières, véritable voyage initiatique, cette nouvelle se veut philosophique, morale et politique.
Le musée conserve aussi les manuscrits de jeunesse de Delacroix, ainsi que des lettres autographes de l’artiste. Son goût pour l’écriture transparaît à travers ses écrits personnels, qui sont extrêmement réfléchis. Delacroix reprend parfois des lettres dans son journal, il lui arrive également de les retravailler. Il faut ainsi comprendre que l’artiste avait conscience que ses écrits seraient un jour publiés, après sa mort.
Ces lettres sont aussi intéressantes pour comprendre les idées et les méthodes de travail du peintre. L’Autographe avec taches de couleurs illustre cette habitude de Delacroix de noter sur des feuilles éparses des idées de sujets pour ses tableaux. Ici, il recopie quelques lignes de l’article d’A. Lèbre lu dans la Revue des deux Mondes du 15 juillet 1842, à propos d’un cours professé au Collège de France sur l’archéologie égyptienne par M. Letronne qui attirait alors un public nombreux. Il retient la description d’un décor illustrant un tribunal des morts dans une sépulture thébaine, et note aussi les douze travaux d’Hercule.
La bibliothèque du musée Delacroix centralise de nombreux écrits autour de l’artiste, son œuvre peinte, dessinée, gravée et littéraire, mais elle s’attache également à éclairer son contexte. Des ouvrages autour de l’art du XIXe siècle, de nombreuses monographies de peintres, de Léonard de Vinci à Henri Matisse, y sont conservées, sans compter un rayonnage complet consacré à la littérature contemporaine de Delacroix, notamment de nombreux ouvrages de et sur Baudelaire, George Sand ou Byron. La bibliothèque comprend actuellement plus de 2 200 ouvrages, en français pour la plupart, mais aussi en anglais et en allemand pour certains d’entre eux. Elle a profité en 2016 d’une profonde réorganisation selon une classification thématique, permettant au lecteur de s’orienter facilement. La bibliothèque est en cours d’informatisation.

## Historique des expositions temporaires
- 1930 : Delacroix, chez lui, 6 rue du Fürstenberg.
- 1932 : Eugène Delacroix et ses amis, juin – juillet 1932
- 1934 : Exposition de peintures et de dessins d’Eugène Delacroix.
- 1935 : Paysages de Delacroix et lithographies provenant des donations Étienne Moreau-Nélaton au musée du Louvre et à la Bibliothèque Nationale. Exposition de la collection permanente. Donations de M. le baron Vitta et M. et Mme Perret-Carnot. II Exposition de la collection permanente. Donations de M. le baron Vitta et M. et Mme Perret-Carnot.
- 1937 : Tableaux, aquarelles, dessins, gravures, lithographies provenant du musée du Louvre, des donations Étienne Moreau-Nélaton, Baron J. Vitta ou prêtés par divers amateurs.
- 1937 : Appartement de Delacroix, exposition temporaire
- 1938 : Appartement de Delacroix, exposition temporaire
- 1939 : Tableaux, aquarelles, dessins, gravures, lithographies provenant du legs Étienne Moreau-Nélaton au musée du Louvre, de la donation baron J. Vitta et de dons et prêts de divers amateurs.
- 1945 : Chefs-d’œuvre de Delacroix, 31 juillet - 1er octobre 1945
- 1946 : Chefs-d’œuvre de Delacroix, mai - novembre 1946
- 1946 : Delacroix et son temps (Gros-Géricault-Courbet), novembre 1946
- 1947 : Delacroix et les compagnons de jeunesse.
- 1948 : Delacroix et l’Angleterre.
- 1949 : Delacroix et le paysage romantique.
- 1950 : Delacroix et le portrait romantique.
- 1951 : Delacroix et l’Orientalisme de son temps, à partir du 11 mai 1951
- 1952 : Delacroix et les Maîtres de la couleur.
- 1957 : Delacroix, chez lui, 6 rue de Furstenberg, Paris VIe, lithographies-reproductions-documents.
- 1958 : Exposition de lithographies, reproductions et documents divers.
- 1963 : Delacroix, citoyen de Paris, mars – septembre 1963
- 1966 : Delacroix et les paysagistes romantiques, 19 mai - 19 juillet
- 1967 : Eugène Delacroix. Son atelier et la critique d’art, juin - août
- 1968 : Delacroix, René Piot (1866-1934) et la couleur, 22 mars - 15 août 1968
- 1969 : Delacroix et son temps (costumes et souvenirs), avril – septembre 1969
- 1970 : Delacroix et l’Impressionnisme, avril – septembre 1970
- 1971 : Delacroix et le Fauvisme, 26 mai – septembre 1971
- 1972 : Delacroix et le fantastique (de Goya à Redon), 10 mai – novembre 1972
- 1973 : Hommage à Delacroix pour le 110e anniversaire de sa mort. Delacroix, et la peinture libérée, mai – septembre 1973
- 1974 : Delacroix et Paul Huet, précurseur de l’Impressionnisme, 26 juin - 10 décembre 1974
- 1975 : Delacroix et les peintres de la nature, de Géricault à Renoir, 24 juin - 25 décembre 1975
- 1988 : Delacroix et Byron. Chassériau et Shakespeare, 10 mai - 14 août 1988
- 1992 : Guérin et Delacroix, 24 juin - 21 septembre 1992
- 1993 : Delacroix et la Normandie, 22 octobre 1993 - 24 janvier 1994
- 1996 : Musée Eugène Delacroix : dix années d’acquisitions (1985-1995), 8 mai 1996 - 10 janvier 1997
- 1996 : La Grèce en révolte. Delacroix et les peintres français 1815-1848, 8 octobre 1996 - 13 janvier 1997
- 1998 : Delacroix et Villot, le roman d’une amitié, 8 avril - 20 juillet 1998
- 2000 : Le Maroc de Gérard Rondeau. Hommage à Delacroix, 10 décembre 1999 – 13 mars 2000
- 2001 : Médée furieuse, 25 avril – 30 juillet 2001
- 2003 : Hommage aux amis du musée Delacroix. Dans l'intimité du maître, 13 juin - 15 septembre - Prolongation jusqu'au 20 octobre 2003
- 2004 : Piotr Michalowski, 6 octobre 2004 - 10 janvier 2005
- 2005 : Dutilleux, Robaut, Delacroix. Une affaire de famille, 21 octobre 2005 – 30 janvier 2006
- 2006 : Entre Ingres et Delacroix : Étienne-François Haro, 24 février – 15 mai 2006
- 2006 : Henriette de Verninac. De David à Delacroix, 17 novembre 2006 – 19 février 2007
- 2007 : Delacroix et les compagnons de sa jeunesse, 23 novembre 2007 – 25 février 2008
- 2008 : Delacroix et la photographie, 28 novembre 2008 – 2 mars 2009
- 2009 : Une passion pour Delacroix. La collection Karen B. Cohen., 16 décembre 2009 – 5 avril 2010
- 2011 : Fantin-Latour, Manet, Baudelaire : L’hommage à Delacroix, 7 décembre 2011 – 19 mars 2012
- 2012 : Des fleurs en hiver Delacroix - Othoniel – Creten, 12 décembre 2012 - 18 mars 2013
- 2013 : Delacroix en héritage, Autour de la collection d’Étienne Moreau-Nélaton, 11 décembre 2013 - 17 mars 2014
- 2014 : Objets dans la peinture, souvenirs du Maroc, 5 novembre 2014 au 2 février 2015
- 2014 : Delacroix le plus légitime des fils de Shakespeare, 26 mars 2014 au 27 octobre 2014
- 2015 : Delacroix et l’Antique, 9 décembre 2015 au 7 mars 2016
- 2019 : Dans l’atelier - La création à l’œuvre, 15 mai au 30 septembre 2019

### Catalogues d'exposition (antéchronologique)
- Dominique de Font-Réaulx (dir.), Delacroix et l’antique, Paris, coédition Le Passage et éd. du musée du Louvre, 2015
- Dominique de Font-Réaulx (dir.), Delacroix : Objets dans la peinture, souvenirs du Maroc, coédition Le Passage et éd. du musée du Louvre, 2014
- Dominique de Font-Réaulx (dir.), Delacroix en héritage : autour de la collection Moreau-Nélaton, Paris, coédition Le Passage et éd. du musée du Louvre, coédition Le Passage et éd. du musée du Louvre, 2013
- Dominique de Font-Réaulx (dir.), Delacroix, Othoniel, Creten – Des Fleurs en hiver, coédition Le Passage et éd. du musée du Louvre, 2012.
- Christophe Leribault (dir.), Fantin-Latour, Manet, Baudelaire : L’Hommage à Delacroix, Paris, coédition Le Passage et éd. du musée du Louvre, 2011.
- Sébastien Allard, Delacroix : de l’idée à l’expression, Barcelone, Obra social la Caixa, 2011.
- Christophe Leribault (dir.), Une passion pour Delacroix – La collection Karen B. Cohen, Paris, coédition Le Passage et éd. du musée du Louvre, 2009
- Christophe Leribault (dir.), Delacroix et la photographie, Paris, coédition Le Passage et éd. du musée du Louvre, 2008.
- Barthélémy Jobert, Delacroix : le trait romantique, Paris, Bibliothèque nationale de France, 1998.

## Fréquentation
| Année | Entrées gratuites | Entrées payantes | Total  |
| ----- | ----------------- | ---------------- | ------ |
| 2001  | 22 378            | 21 740           | 44 118 |
| 2002  | 10 856            | 13 801           | 24 657 |
| 2003  | 16 319            | 17 455           | 33 774 |
| 2004  | 19 151            | 21 071           | 40 222 |
| 2005  | 21 095            | 21 402           | 42 497 |
| 2006  | 9 890             | 24 154           | 34 044 |
| 2007  | 9 916             | 28 509           | 38 425 |
| 2008  | 20 744            | 18 022           | 38 766 |
| 2009  | 13 562            | 33 368           | 46 930 |
| 2010  | 21 384            | 46 188           | 67 572 |
| 2011  | 11 684            | 35 270           | 46 954 |
| 2012  | 20 568            | 39 083           | 59 651 |
| 2013  | 21 652            | 42 756           | 64 408 |
| 2014  | 26 331            | 42 085           | 68 416 |
| 2015  | 22 694            | 28 602           | 51 296 |
| 2016  | 29 786            | 28 362           | 58 148 |
| 2017  | 35 336            | 40 262           | 75 598 |